# Polyommatus radiata
Polyommatus radiata är en fjärilsart som beskrevs av Courvoisier 1903. Polyommatus radiata ingår i släktet Polyommatus och familjen juvelvingar. Inga underarter finns listade i Catalogue of Life.